# 申瑞涛
申瑞涛（1957年—），山西左权人，汉族，中华人民共和国政治人物、全国人民代表大会山西地区代表。。
毕业于天津财经学院经济学。2008年，担任山西省经济委员会副主任，同年任全国人大代表。2013年，再选为全国人大代表。